# Tokmok repülőtér
A Tokmok repülőtér (kirgiz nyelven: Токмок аэропорту, orosz nyelven: Токмакский аэропорт) (ICAO: UAFF) Kirgizisztán egyik repülőtere, amely Tokmok közelében található. 
A tokmoki repülőtér az 1950-es években kezdte meg működését, mint tartalék leszállópálya, ahová rossz időjárási körülmények között a repülőgépeket az akkori Frunze repülőtérről irányították át. A jelenlegi kifutópálya és terminál az 1970-es években épült. A repülőtér nem rendelkezik műszeres leszállási lehetőséggel, és csak a nappali órákban üzemel.
A tokmoki repülőteret jelenleg nem használják kereskedelmi légitársaságok. Azonban továbbra is tartalékrepülőtérként szolgál a Chuy-völgyben.

## Futópályák
A repülőtér futópályái:
- 09/27